# Ред Скелтън
Ред Скелтън (на английски: Red Skelton) е американски актьор, телевизионен и радиоводещ, носител на две награди „Златен глобус“ и три награди „Еми“. От 1960 г. има две звезди на Холивудската алея на славата.

## Биография
Ред Скелтън е роден на 18 юли 1913 година във Винсенс, Индиана, в семейството на магазинер. Започва кариерата си на комедиен актьор още в детска възраст, а след 1937 година придобива широка известност с работата си в радиото. През 1951 година създава свое телевизионно предаване, което се ползва с голяма популярност до началото на 70-те години.
Ред Скелтън умира на 17 септември 1997 година в Ранчо Мираж.